# سر حوض السفلى (شلال ودشتغل)
سر حوض السفلى (بالفارسية: سرحوض پایین) هي منطقة سكنية تقع في إيران في قسم شلال ودشتغل الريفي. يقدر عدد سكانها بـ 100 نسمة بحسب إحصاء 2016.